# Stenoniscus pleonalis
Stenoniscus pleonalis är en kräftdjursart som beskrevs av Gustave Aubert och Dollfus 1890. Stenoniscus pleonalis ingår i släktet Stenoniscus och familjen Stenoniscidae.

## Underarter
Arten delas in i följande underarter:
- S. p. hellenicus
- S. p. aiasensis
- S. p. pleonalis